# Wadi Hamir
Wādī Ḩamīr (în arabă وادي حمير) este un curs de apă în sudul Irakului, în apropiere de orașele Mukhāț, Tall Mukhāț, Nukhayb și Ar Rațțāwī.
Se află chiar la nord de granița cu Arabia Saudită pe drumul de la Bagdad la câmpurile petroliere Arar, Arabia Saudită. Wadi este cunoscută pentru că provine din nordul Arabiei Saudite, un climat arid, deșert fierbinte în locul în care precipitațiile sunt prea scăzute pentru a susține orice vegetație.